# Wilhelm von Doering (General, 1819)

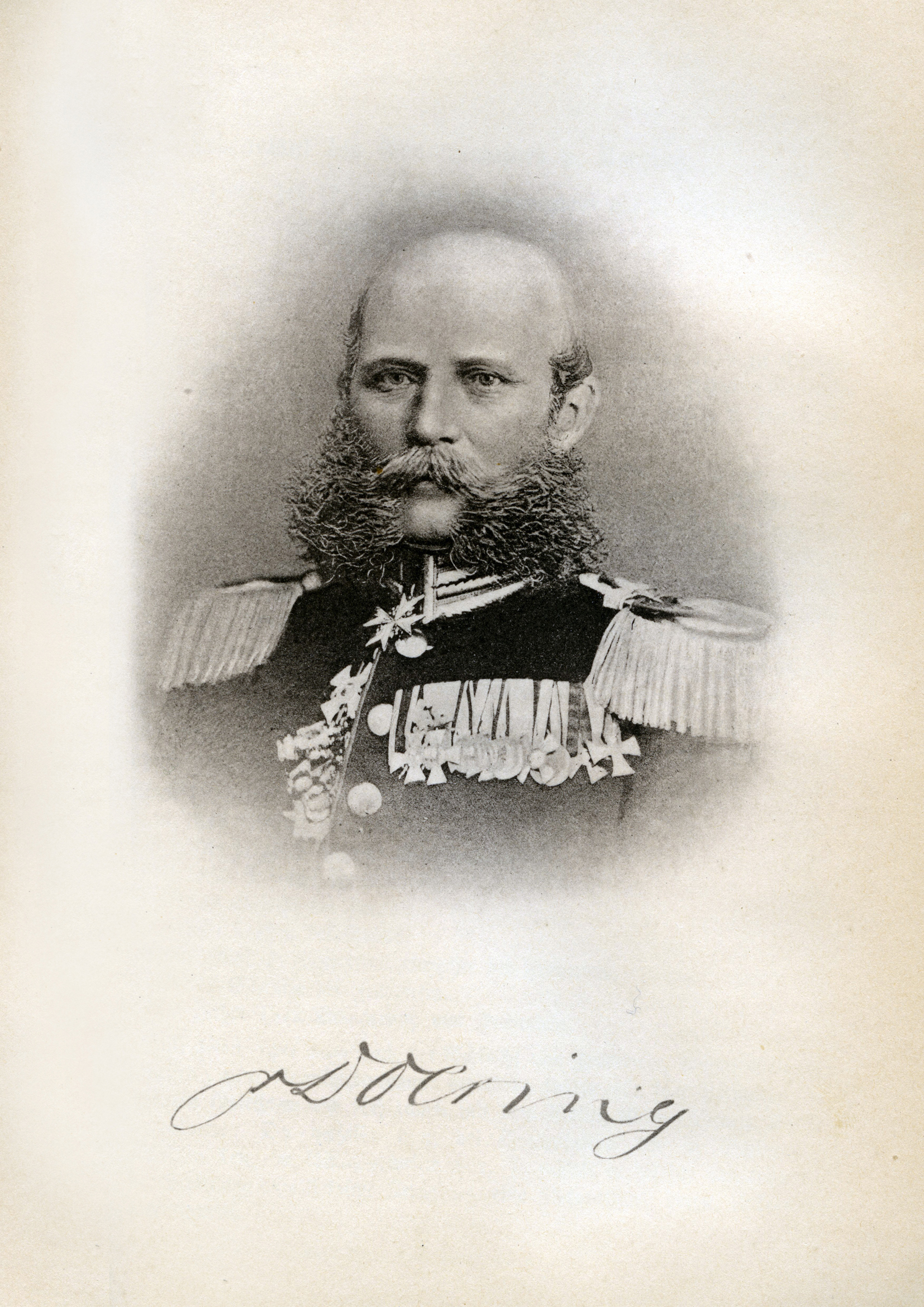
Wilhelm von Doering, preußischer Generalmajor in der Uniform des Königin Elisabeth Garde-Grenadier-Regiments Nr. 3

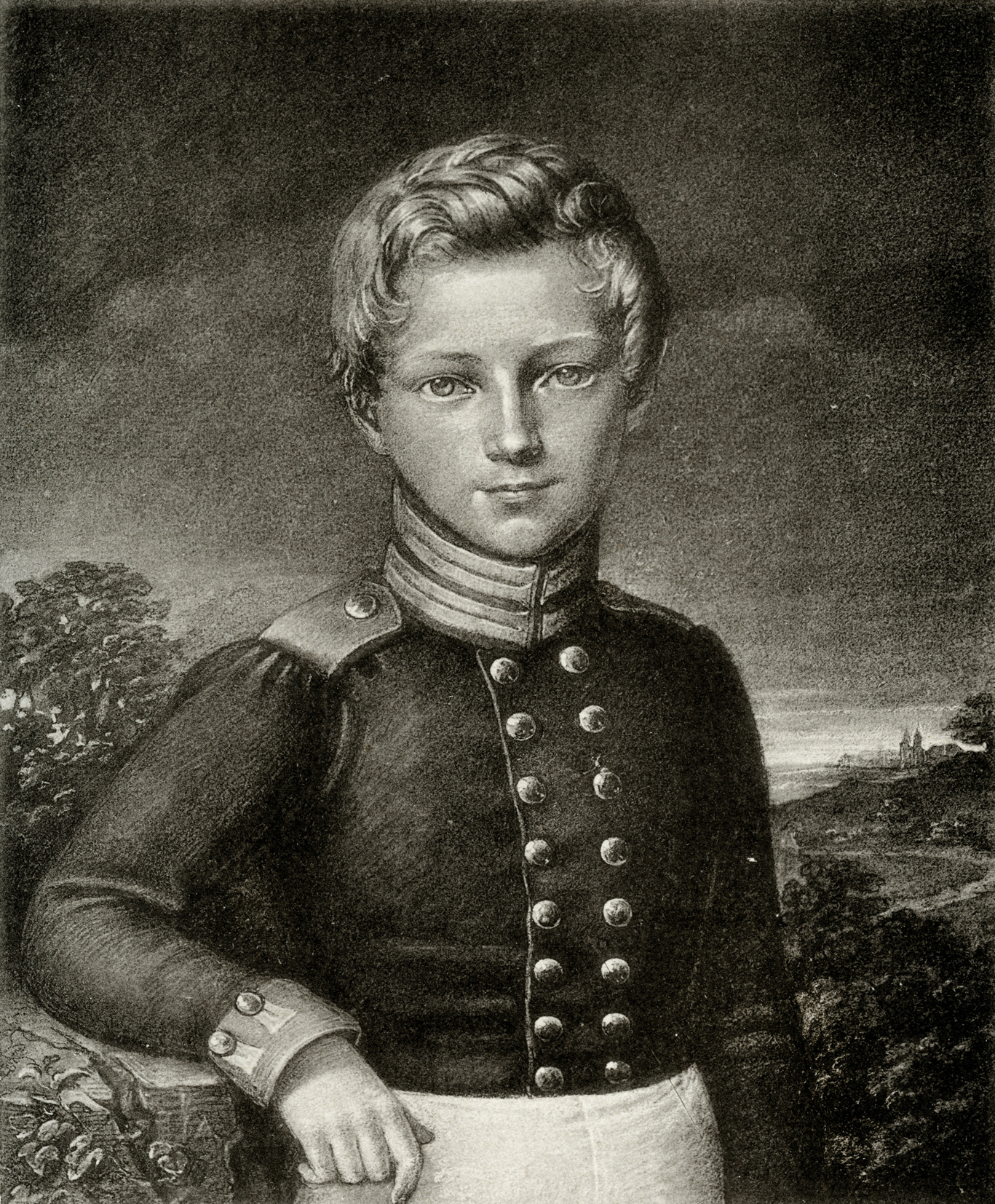
Wilhelm von Doering als Kadett

Karl Gustav Alfred Wilhelm von Doering (* 3. September 1819 in Königsberg; † 16. August 1870 bei Vionville) war ein preußischer Generalmajor, gefallen als Brigadekommandeur im Deutsch-Französischen Krieg.

## Leben
Doering war der Sohn des späteren preußischen Generalleutnants Karl August Heinrich Wilhelm von Doering (1791–1866) und dessen Ehefrau Emma Gertrude Marianne, geborene Freiin von Buddenbrock (1800–1820).

### Frühe Militärkarriere
Doering kam bereits mit 11 Jahren 1830 an die Kadettenvoranstalt in Potsdam und ab November 1833 rückte er in die Hauptkadettenanstalt in Berlin auf. 1836 wurde er dem Garde-Grenadier-Regiment Nr. 1 der Preußischen Armee in Berlin als Sekondeleutnant überwiesen. Von 1842 bis 1844 war er der 1. Artillerie-Brigade in Danzig zugeteilt. Anfang Oktober 1846 wurde er auf die Allgemeine Kriegsschule nach Berlin kommandiert. Während seines Urlaubes 1847 verbrachte er kurze Zeit beim 1. Leib-Husaren-Regiment Nr. 1 in Rosenberg. Wegen der Unruhen in Berlin (Märzrevolution 1848) wurde die Allgemeine Kriegsschule 1848 geschlossen, die dahin abkommandierten Offiziere zu ihren Truppenteilen heimbeordert. Doering nahm im März 1848 an den Berliner Straßenkämpfen teil. Er gehörte zum Füsilier-Bataillon, welches das Schloss deckte und von hier seine Kompanien nach verschiedenen Richtungen vorgehen ließ. Zuvor gehörte er zu jenen Offizieren, die beurlaubt worden waren, weil sie der Aufforderung des Prinzen Friedrich von Schleswig-Holstein-Sonderburg-Augustenburg folgten, in der Schleswig-Holsteinischen Armee gegen die Dänen zu kämpfen. 1848 fungierte er als Kompanieadjutant im Schleswig-Holsteinischen 10. Infanterie-Bataillon, wo er beim Angriff auf Missunde (23. April 1848) und bei der Belagerung von Fredericia (Mai bis Juni 1849) teilnahm. 1849 wurde er zum Premierleutnant befördert und tat Dienst im holsteinischen Garde-Landwehr-Bataillon.
1850 kehrte er nach Preußen zurück und setzte im November auf der Allgemeinen Kriegsschule in Berlin seine Ausbildung fort. Ab Februar 1851 fand er nacheinander als Adjutant im Oberkommando des Gardekorps, des II. und IV. Armee-Korps Verwendung. 1852 wurde er zum Hauptmann befördert. Ab 1854 führte er eine Kompanie im Garde-Grenadier-Regiment. Seine selbstständige Truppenführung brachte ihm allgemeine Anerkennung ein und führte zur Versetzung in den Generalstab. 1858 trat er zum Generalstab der 3. Division in Stettin über, dessen Führung 1859 Prinz Friedrich Karl von Preußen hatte. Die Zusammenarbeit und das Verhältnis der beiden Männer gestaltete sich sehr zweckmäßig. Im August 1860 wurde Doering zum Direktor der Kriegsschule in Potsdam ernannt, diese Verwendung dauerte bis zum Frühjahr 1863 an. Nachdem Doering 1863 zum Oberstleutnant befördert worden war, übernahm er in Münster die Führung eines Bataillons im 5. Westfälischen Infanterie-Regiment Nr. 53. Während der Teilnahme am Krieg gegen Dänemark zeichnete er sich im April 1864 bei der Erstürmung der Düppeler Schanzen aus und erhielt den Orden Pour le Mérite. Im Juni 1864 wurde er als Abteilungschef in den Großen Generalstab nach Berlin versetzt. 1865 wurde er zum Oberst befördert und zu größeren russischen Truppenmanövern nach Petersburg abkommandiert.
Während des Krieges gegen Österreich stand er seit März 1866 an die Spitze des im Generalstab ansässigen neugegründeten Nachrichtendienstes. Ein letzter persönlicher Versuch, das Königreich Hannover vom Krieg gegen Preußen abzuhalten, scheiterte. Er traf am 26. Juni mit König Georg V. in Langensalza zusammen, ohne etwas zu erreichen. Über seine kurze Audienz bei Georg V. berichtet Doering später: „Ich leitete die Unterredung mit der Aeußerung meines schmerzlichen Bedauerns ein, daß Seine Majestät, wie ich bereits durch den Lieutenant v. Broesigke erfahren habe, zu keinem Arrangement geneigt seien, welches dazu geeignet sei, Blutvergießen vorzubeugen, daß ich mich aber, trotz der geringen Aussicht auf Erfolg, verpflichtet erachte, auch meinerseits den Versuch zu machen, Seine Majestät zur Annahme der von mir überbrachten Vorschläge zu bewegen. Auf die Frage des Königs; ‚Von wem haben Sie Ihren Auftrag?‘ erwiderte ich: ‚Von Seiner Majestät dem König von Preußen‘ und auf die Frage: ‚Vom König selbst?‘ - ‚durch den Minister-Präsidenten Grafen v. Bismarck.‘ Hierauf fragte der König: ‚Was will der Mensch?‘, was mich zu der Aeußerung veranlaßte: ‚Ich muß vor allen Dingen unterthänigst bitten, daß Eure Majestät in Betracht ziehen, daß Sie von einem preußischen Minister sprechen, und darnach Ihre Ausdrücke wählen!‘ Der König sagte hierauf: ‚Nun, wir sind alle Menschen‘, und forderte mich auf, meinen Auftrag mitzutheilen.“  Während des Vormarsches in Böhmen gehörte er als Sektionschef im Generalstab zum Großen Hauptquartier Moltkes und wohnte am 3. Juli 1866 der Schlacht von Königgrätz bei. Nach dem Friedensschluss erfolgte seine Ernennung zum Kommandeur des 3. Garde-Grenadier-Regiments Königin Elisabeth in Dresden, zu dessen preußischer Besatzung es damals gehörte, und führte es im Mai 1867 in seine Friedensgarnison Breslau zurück.

### Deutsch-Französischer Krieg
Mit Ausbruch des Krieges gegen Frankreich erhielt er am 14. Juli 1870 das Kommando über die 9. Infanterie-Brigade im Verbande der 5. Division unter Generalleutnant von Stülpnagel. 1870 folgte seine Beförderung zum Generalmajor. Am 6. August erkannte er während der Schlacht von Spichern die bedrängte Lage der 14. Division unter General von Kameke. In Eigenverantwortung führte er seine Brigade zur eiligen Hilfe gegen den französischen rechten Flügel heran und hatte am Erfolg des Tages wesentlichen Anteil. Als das übergeordnete III. Armee-Korps unter Generalleutnant von Alvensleben am 16. August die Schlacht von Mars la Tour eröffnete, kam es beim Vorgehen auf Vionville zu schweren Verlusten der 9. Infanterie-Brigade durch das französische Abwehrfeuer. Als Doering gegen Mittag seine Brigade auf der Hochebene zwischen Rezonville und Vionville entwickelte, traf ihn eine Gewehrkugel in den Unterleib, er verstarb noch am Schlachtfeld. General von Alvensleben beklagte den Tod Doerings als einen Verlust nicht nur für das Korps, sondern für die ganze Armee und General von Stülpnagel sehnte sich in späteren Teilen des Feldzuges bei schwierigen Lagen wiederholt nach Doering zurück. „Wenn ich jetzt General von Doering hätte“ (4. Dez. 1870 Gefecht bei Orleans).
Doering wurde zum Dohnaschen Gut Finckenstein in Westpreußen überführt und bei großer Anteilnahme der Bevölkerung auf dem Gemeindekirchhof am Rande eines Eichenwaldes beigesetzt.

### Familie
1852 heiratete Doering auf Schloss Finckenstein Amalie zu Dohna-Schlobitten (* 31. Januar 1828; † 19. Dezember 1897), Tochter von Alexander Fabian zu Dohna-Schlobitten. Aus der Ehe entstammten vier Kinder:
- Theophile Emma Adele (* 22. März 1854; † 22. April 1929), Diakonissin
- Theophile Agnes Adele Emma (* 11. Mai 1856; † 12. Mai 1907)
- Theophile Emma Marie (* 9. Januar 1858)
- Wilhelm Hermann (* 19. Juni 1859; † 5. Oktober 1921) Herr auf Arnim ⚭ Gräfin Mathilde Elisabeth Marie Finck von Finckenstein (* 19. Juli 1868; † 25. Mai 1950)